# Aichryson bollei
Espèce
Aichryson bollei est une espèce de plantes grasses de la famille des Crassulaceae et du genre Aichryson. Elle est endémique de La Palma, une des îles Canaries.

## Description
Aichryson bollei est une herbacée bisannuelle mesurant jusque 20 centimètres de haut à l'odeur de bitume. Les tiges, de 5  à   8 millimètres de diamètre, sont brun-rougeâtre et densément couvertes de poils glanduleux. Les branches sont verdâtres. Les feuilles vert foncé, panachées de brun rougeâtre, sont spatulées, densément couvertes de poils glanduleux pubescent. Le pétiole mesure de 1,5  à   3,5 centimètres. Les feuilles concaves, crénelées et bordées de noir, mesurent 1,5  à   3 centimètres en longueur et en largeur, la plus largeur étant située au niveau ou en-dessous du milieu. L'extrémité est obtuse et échancrée.